# Малкова, Ирина Владимировна
Ирина Владимировна Малкова (род. 19 сентября 1982) — российская журналистка. Главный редактор интернет-издания The Bell (2017—н. в.). Бывший главный редактор интернет-издания Republic (2016—2017).

## Биография
Начала журналистскую деятельность в 2005 году в качестве корреспондента газеты «Ведомости». В 2011—2014 годах работала в отделе расследований журнала Forbes, с 2013 года возглавляла его. В 2014–2016 годах — заместитель главного редактора сайта РБК, в этой должности управляла освещением бизнес-новостей и участвовала в журналистских расследованиях.
В 2016—2017 годах — главный редактор интернет-издания Republic. С 2017 — главный редактор интернет-издания The Bell.
В 2017 году проходила стажировку в американском Институте Гарримана как стипендиат Фонда Пола Хлебникова.
1 апреля 2022 года Минюст России включил Малкову, а также издателя The Bell Елизавету Осетинскую в реестр СМИ – «иностранных агентов».

## Награды
В июле 2019 года совместно с Анастасией Стогней и Романом Баданиным стала лауреаткой ежемесячной журналистской премии «Редколлегия» за статью «„Коммерческие ребята“: как ФСБ крышует российские банки».
В октябре 2024 года —  совместно с Петром Мироненко и Ириной Панкратовой стала лауреаткой ежемесячной журналистской премии «Редколлегия» за статью «От ЦБ до ФСБ. История падения Пробизнесбанка, из-за которого разгорелся скандал вокруг ФБК»